# Инервалтен (Болцано)
Инервалтен је насеље у Италији у округу Болцано, региону Трентино-Јужни Тирол.
Према процени из 2011. у насељу је живело 68 становника. Насеље се налази на надморској висини од 1401 м.